# Nikolaj Aleksandrovič Miljutin
Nikolaj Aleksandrovič Miljutin (in russo Николай Александрович Милютин?; San Pietroburgo, 8 dicembre 1889 – Mosca, 5 ottobre 1942) è stato un politico, architetto e urbanista sovietico.

## Biografia
Membro del soviet di Pietrogrado, fu Commissario del popolo della RSFSR alle finanze dal 1924 al 1929 e vicecommissario del popolo all'istruzione dal 1930 al 1934. Nel 1930 pubblicò il trattato di urbanistica Socgorod, che ottenne una vasta risonanza internazionale. Dal 1931 al 1934 fu redattore della rivista Sovetskaja architektura.
In qualità di Commissario del popolo alle finanze commissionò la realizzazione della casa del Narkomfin, all'interno della quale progettò l'appartamento dove andò a vivere.